# Sarah Kernochan
Sarah Kernochan (* 30. Dezember 1947 in New York City, New York) ist eine US-amerikanische Drehbuchautorin und Filmregisseurin.
Sie war zunächst als Journalistin tätig, schrieb Musicals, war als Sängerin erfolgreich und begann ihre Filmkarriere als Regisseurin von Dokumentarfilmen. Mit dem Film Marjoe über Marjoe Gortner gewann sie im Jahr 1973 zusammen mit Howard Smith den Oscar für den besten Dokumentarfilm. Im Jahr 2001 wurde ihr Film Thoth mit dem Oscar für den besten Dokumentar-Kurzfilm ausgezeichnet. Sarah Kernochan ist mit dem Bühnenautor James Lapine verheiratet.

## Filmografie (Auswahl)
- 1972: Marjoe
- 1986: 9½ Wochen (Nine ½ Weeks)
- 1987: Giselle – Dancers (Dancers)
- 1991: Verliebt in Chopin (Impromptu)
- 1992: Sommersby
- 1998: Strike – Mädchen an die Macht! (All I Wanna Do)
- 2000: Schatten der Wahrheit (What Lies Beneath)
- 2014: Learning to Drive – Fahrstunden fürs Leben (Learning to Drive)